# Doris Bartholomew
Doris Aileen Bartholomew (nascuda el 1930) és un lingüista estatunidenca, la investigació publicada de la qual s'especialitza en la lexicografia, lingüística històrica i lingüística descriptiva de les llengües de Mèxic, en particular les otomang. Les extenses publicacions de Bartholomew en llengües mesoamericanes abasten cinc dècades d'investigació activa. També ha publicat nombrosos treballs sobre llengües zapoteques i otomí. Ha estat redactora en cap i directora de publicacions per a l'Institut Lingüístic d'Estiu (LV), el cos d'afiliats incorporat a Mèxic a SIL International.

## Estudis i carrera acadèmica
Com a estudiant Bartolomé va assistir al Columbia Bible College a Columbia (Carolina del Sud), on es va graduar el 1952. Va dur a terme els seus estudis de doctorat a la Universitat de Chicago, obtenint el seu doctorat el 1965. La seva tesi doctoral es referia a la reconstrucció i lingüística històrica de les llengües otopame.
Bartholomew va dur a terme el treball de camp lingüístic entre diferents comunitats lingüístiques indígenes mexicanes, mentre treballava com a coordinador de publicacions per al diccionari bilingüe de l'ILV. També va donar conferències a temps parcial en lingüística a El Colegio de México.

## Obra parcial
Entre les obres de Bartholomew podem destacar:
- Bartholomew, Doris «Some revisions of Proto-Otomi consonants». International Journal of American Linguistics, 26, 3, 1960, pàg. 317–329. JSTOR: 1263552.
- Bartholomew, Doris «Concerning the Elimination of Nasalized Vowels in Mezquital Otomi». International Journal of American Linguistics, 34, 3, 1968, pp.215–217. DOI: 10.1086/465017. JSTOR: 1263568.
- Bartholomew, Doris «El limosnero y otros cuentos en otomí». Tlalocan, 4, 1963, pàg. 120–24.(castellà)
- Bartholomew, Doris «Review of Otomi Parables, Folktales, and Jokes by H. Russell Bernard; Jesús Salinas Pedraza». International Journal of American Linguistics, 45, 1, 1979, pàg. 94–97. DOI: 10.1086/465579.
- BARTHOLOMEW, DORIS (1963). "The Reconstruction of Otopamean (Mexico)" (Ph.D. diss.,. University of Chicago, 1965)